# Section d'Or

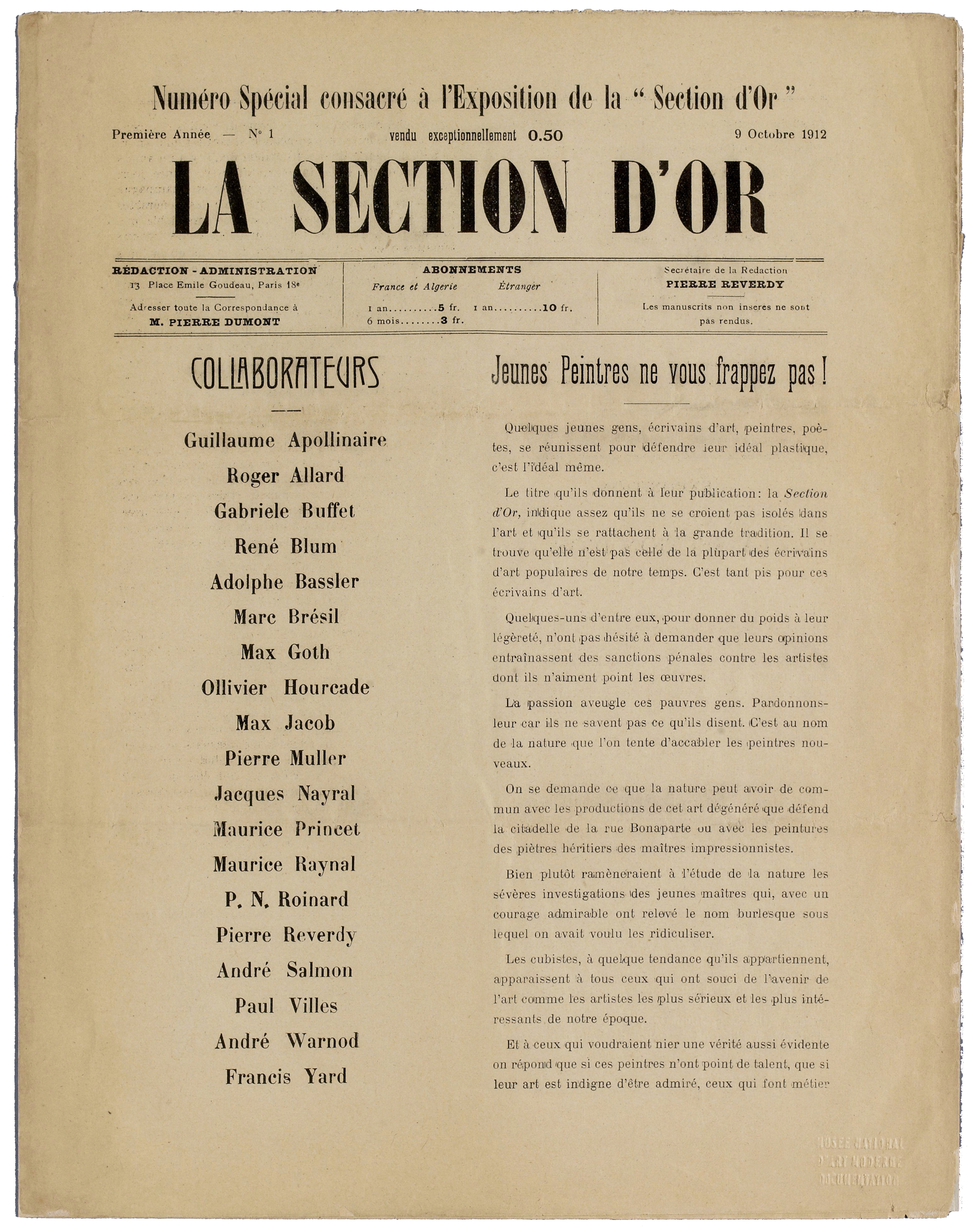
La Section d'Or, zvláštní číslo, 9. října 1912

Section d'Or (Zlatý řez), skupina známá také jako Groupe de Puteaux (nebo Puteaux Group), byla tvořena skupinou malířů, sochařů, básníků a kritiků spojených s kubismem a orfismem. Umělci se pravidelně scházeli domě bratrů Duchampových v Puteaux a ve studiu Alberta Gleizese v Courbevoie. Section d'Or byla aktivní od roku 1911 do roku 1914. Na jaře roku 1911 se členové skupiny objevili na výstavě Salonu nezávislých. Výstavy se účastnili Albert Gleizes, Jean Metzinger, Robert Delaunay, Henri le Fauconnier, Fernand Léger a Marie Laurencin (ta na žádost Apollinaira). Výstava způsobila skandál, který na kubismus poprvé upozornil širokou veřejnost.

## Historie
Salon de la Section d'Or, výstava konaná v říjnu 1912 – největší a nejdůležitější veřejné představení kubistických děl před první světovou válkou – představil kubismus širokému publiku. Po válce s podporou prodejce Léonce Rosenberga se kubismus vrátil do přední linie pařížské umělecké činnosti. Umělci ze skupiny „Groupe de Puteaux“ uspořádali v letech 1920 a 1925 dvě další rozsáhlé výstavy „Section d'Or“ s cílem odhalit celý proces transformace kubismu od jeho počátku.
Zdá se, že skupina přijala název „Section d'Or“ jako poctu matematické harmonii spojené s Georgem Seuratem a odlišuje se od užšího stylu kubismu, který paralelně vyvinuli Pablo Picasso a Georges Braque v pařížské čtvrti Montmartre. Název měl zdůraznit, že kubismus představoval pokračování staré tradice, nikoli izolovanou uměleckou formu: zlatý poměr, neboli zlatý řez, (ve francouzštině: Section d'Or) fascinoval západní intelektuály různého zaměření po dobu nejméně 2 400 let.

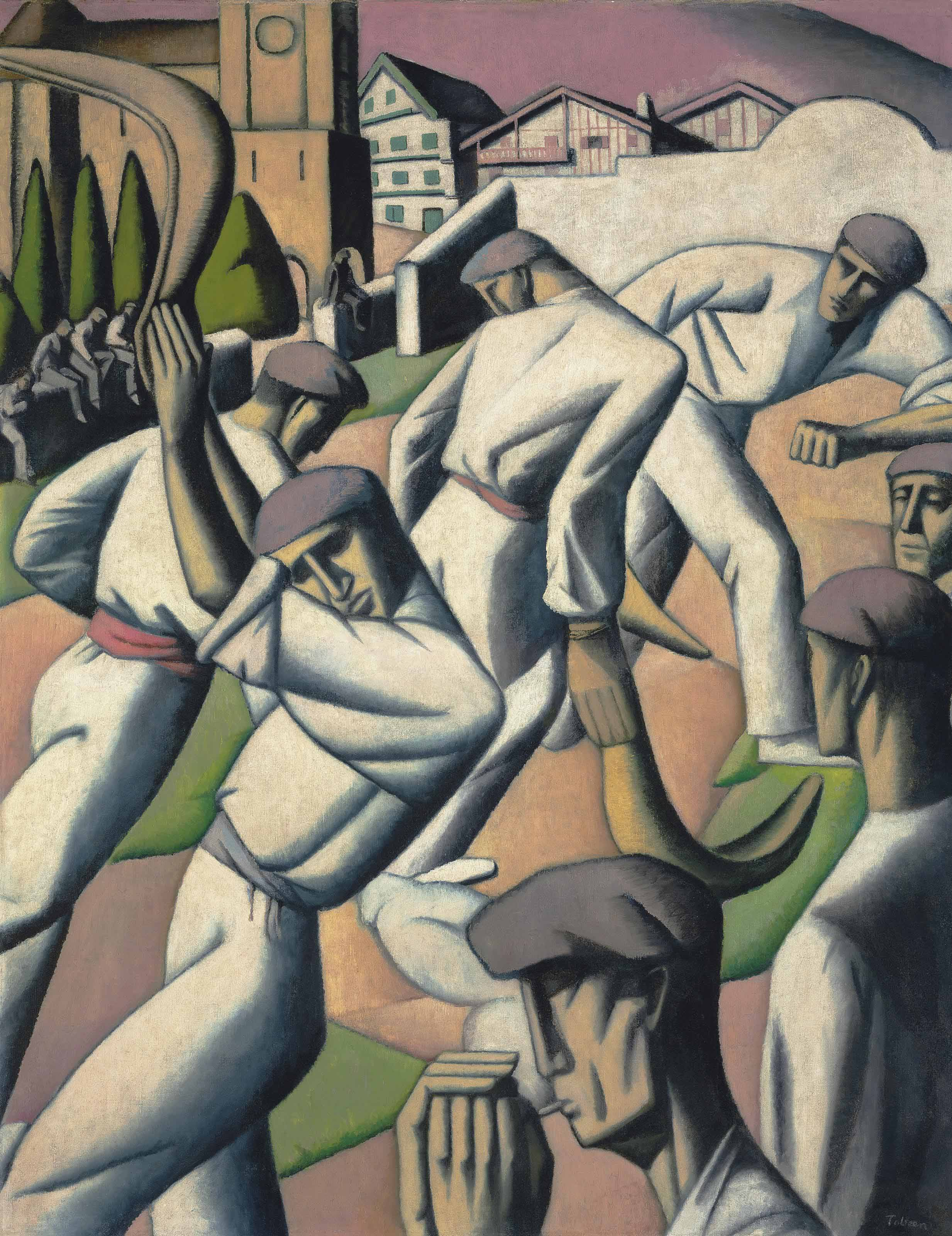
Felix Tobeen, Peloton, olej na plátně, 147,5 x 115,5 cm

Skupina Puteaux (odnož la Société Normande de Peinture Moderne) uspořádala svou první výstavu pod názvem „Salon de la Section d'Or“ v Galerii La Boétie v Paříži v říjnu 1912. Albert Gleizes a Jean Metzinger v přípravě na otevření této výstavy publikovali svou práci na obranu kubismu s názvem Du „Cubisme“.

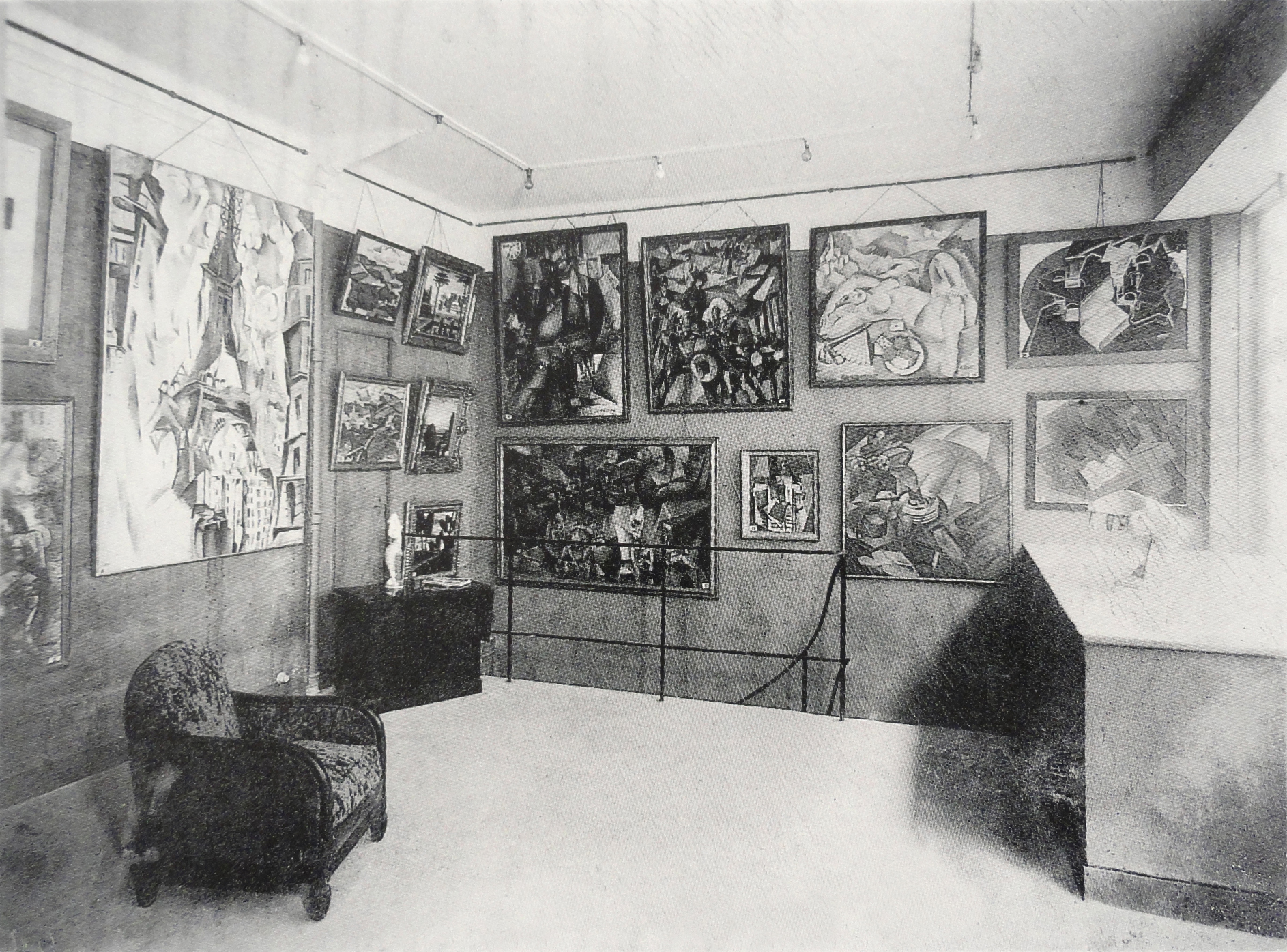
Výstava spolku La Section d'Or, 1925, Galerie Vavin-Raspail, Paříž

Po výstavě na Salonu nezávislých v roce 1911 se skupina tvořená Le Fauconnierem, Metzingerem, Gleizesem, Légerem a R. Delaunayem rozšířila o několik dalších umělců jako například Alexander Archipenko, Joseph Csaky, Roger de La Fresnaye, Juan Gris a Jean Marchand byli veřejnosti před touto výstavou prakticky neznámí. Začali navštěvovat Puteaux a Courbevoie. František Kupka žil v Puteaux několik let ve stejném komplexu jako Jacques Villon. Francis Picabia byl skupině také představen, pravděpodobně jej přivedl Guillaume Apollinaire (obvykle doprovázen Marií Laurencin), se kterou se nedávno spřátelil. Nejdůležitější byl kontakt navázaný mezi Metzingerem a bratry Duchampovými, kteří vystavovali pod jmény Jacques Villon, Marcel Duchamp a Duchamp-Villon. Účast mnoha z těchto umělců ve sdružení „Les Artistes de Passy“ v říjnu 1912 byla pokusem o přeměnu pařížské čtvrti Passy na další umělecké centrum; byla to další známka rostoucího důrazu na společnou činnost, která by vyvrcholila výstavou Section d'Or.

### Vznik názvu Section d'Or
Myšlenka založení umělecké skupiny „Section d'Or“ vznikla v průběhu rozhovorů mezi Gleizesem, Metzingerem a Villonem. Název skupiny navrhl Jacques Villon poté, co si přečetl překlad Trattato della Pittura (Pojednání o malbě) Leonarda da Vinciho z roku 1910 od Joséphina Péladana. Peladan připisoval velký mystický význam zlatému řezu a dalším podobným geometrickým konfiguracím. Pro Villona to symbolizovalo jeho víru v řád a význam matematických zákonů, protože odrážejí vzorce a vztahy vyskytující se v přírodě. Jean Metzinger a bratři Duchampové se vášnivě zajímali o matematiku. Jean Metzinger, Juan Gris a možná i Marcel Duchamp v této době byli spolupracovníky Maurice Princeta, amatérského matematika, jemuž je připisováno zavedení racionálních vědeckých argumentů do kubistických diskusí. Název „La Section d'Or“ představoval současně kontinuitu s minulými tradicemi a současnými trendy v souvisejících oborech a ponechávalo do budoucnosti otevřený umělecký vývoj. Historik umění Daniel Robbins argumentoval, že termín „Section d'Or“ je spojený kromě matematických zákonitostí užívaných v kubistických obrazech vystavených na Salonu, ale odkazuje také na jméno předešlé skupiny „Bandeaux d'Or“, se kterou Albert Gleizes a další bývalí členové Abbaye de Créteil byli spojení.

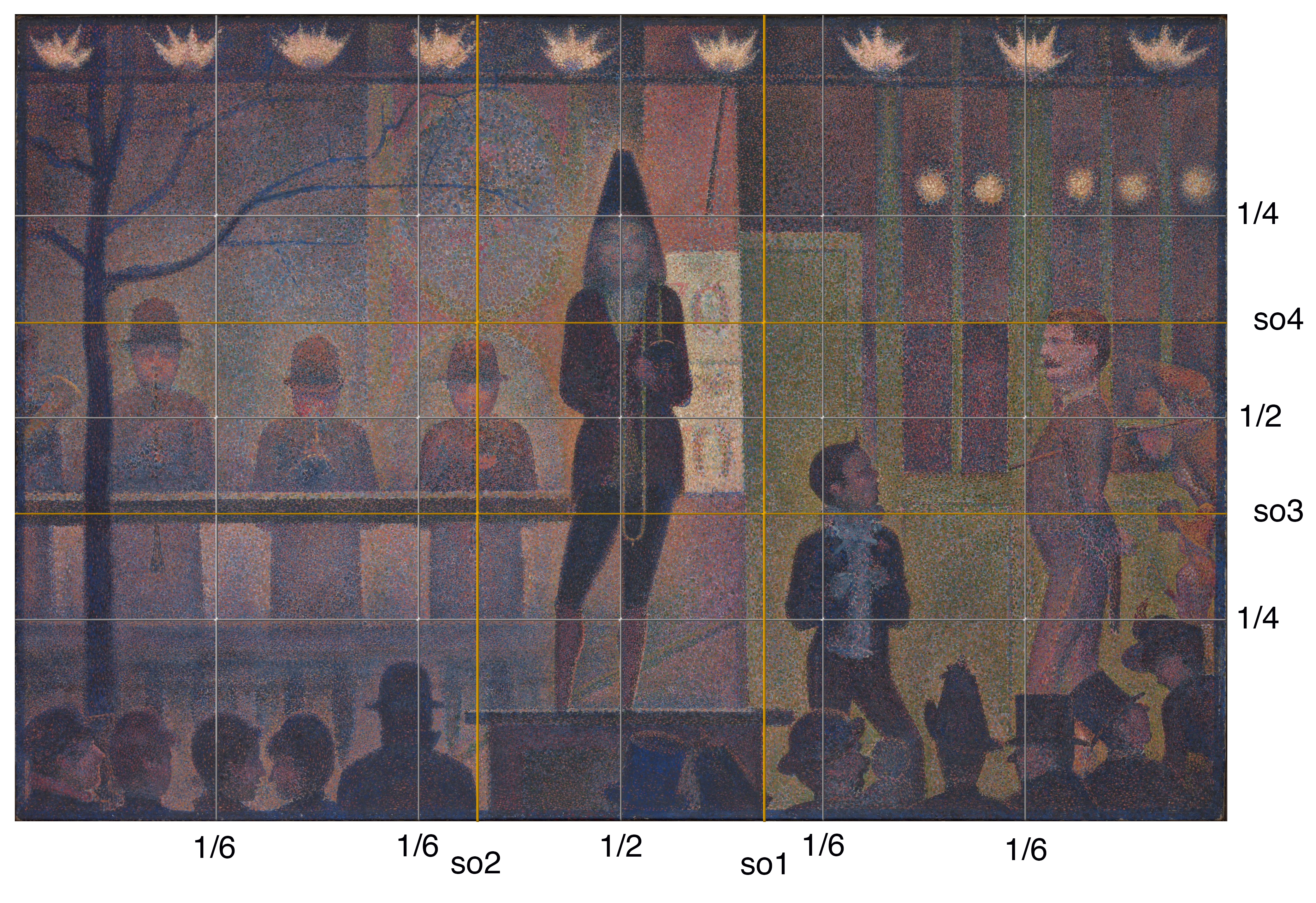
Georges Seurat, Cirkusové představení, se zlatým středním překrytím

### Salon de la Section d'Or, rok 1912
Salon de la Section d'Or z roku 1912 byl patrně nejdůležitější kubistickou výstavou před první světovou válkou. V předchozím roce kubisté a mnoho dalších umělců vystavovali v „Galerie de l'Art Contemporain“ (Galerii současných umění) na ulici Tronchet v Paříži pod záštitou „Société Normande de Peinture Moderne“. Tato výstava si získala pozornost tisku (l'Autorité a Paris Journal), ačkoli vzhledem k rozmanitosti prezentovaných děl byla označována jako výstava fauvistů a kubistů. Nicméně, Salon de la Section d'Or byl obecně přijímán jako úplně první skutečná kubistická výstava. Bylo vystaveno přes 200 děl a skutečnost, že mnozí umělci ukázali umělecká díla představující jejich vývoj během let 1909 až 1912, dodala výstavě půvab kubistické retrospektivy.
Přestože byli kubisté v „Salle 41“ překvapeni skutečně vášnivými reakcemi, které vyvolaly obrazy vystavené na Salonu nezávislých roku 1911, zdá se, že přímo dychtili upoutat co největší pozornost na svůj „Salon de la Section d'Or“. Inaugurace se konala od devíti do půlnoci. Jediným precedentem takové slavnosti bylo otevření Podzimního salonu v roce 1903. Bylo rozesláno mnoho pozvánek a tak mnohým hostům musel být vstup na zahajovací slavnost odepřen (9. října 1912). Svůj proslov zde měl nejen Apollinaire ale také Olivier Hourcade a Maurice Raynal. Recenze o výstavě byla publikována v časopise La Section d'Or a ve stejném znění i v Vernissage. Své příspěvky zveřejnili Guillaume Apollinaire, Roger Allard, René Blum, Olivier Hourcade, Max Jacob, Maurice Raynal, Pierre Reverdy, André Salmon, André Warnod a další.
Skutečnost, že výstava z roku 1912 byla uskutečněna pod odborným vedením aby ukázala vývojové etapy, kterými kubismus prošel, a že publikace „Du “Cubisme„ byla při této příležitosti vydána naznačuje úmysl umělců učinit svou práci srozumitelnou pro co nejširší veřejnost: umělecké kritiky, sběratele a prodejce umění. Nepochybně se díky velkému úspěchu výstavy stal kubismus uznávaným jako umělecký směr, žánr nebo styl v moderním umění se specifickou společnou filosofií a cílem: vznik nového avantgardní hnutí.

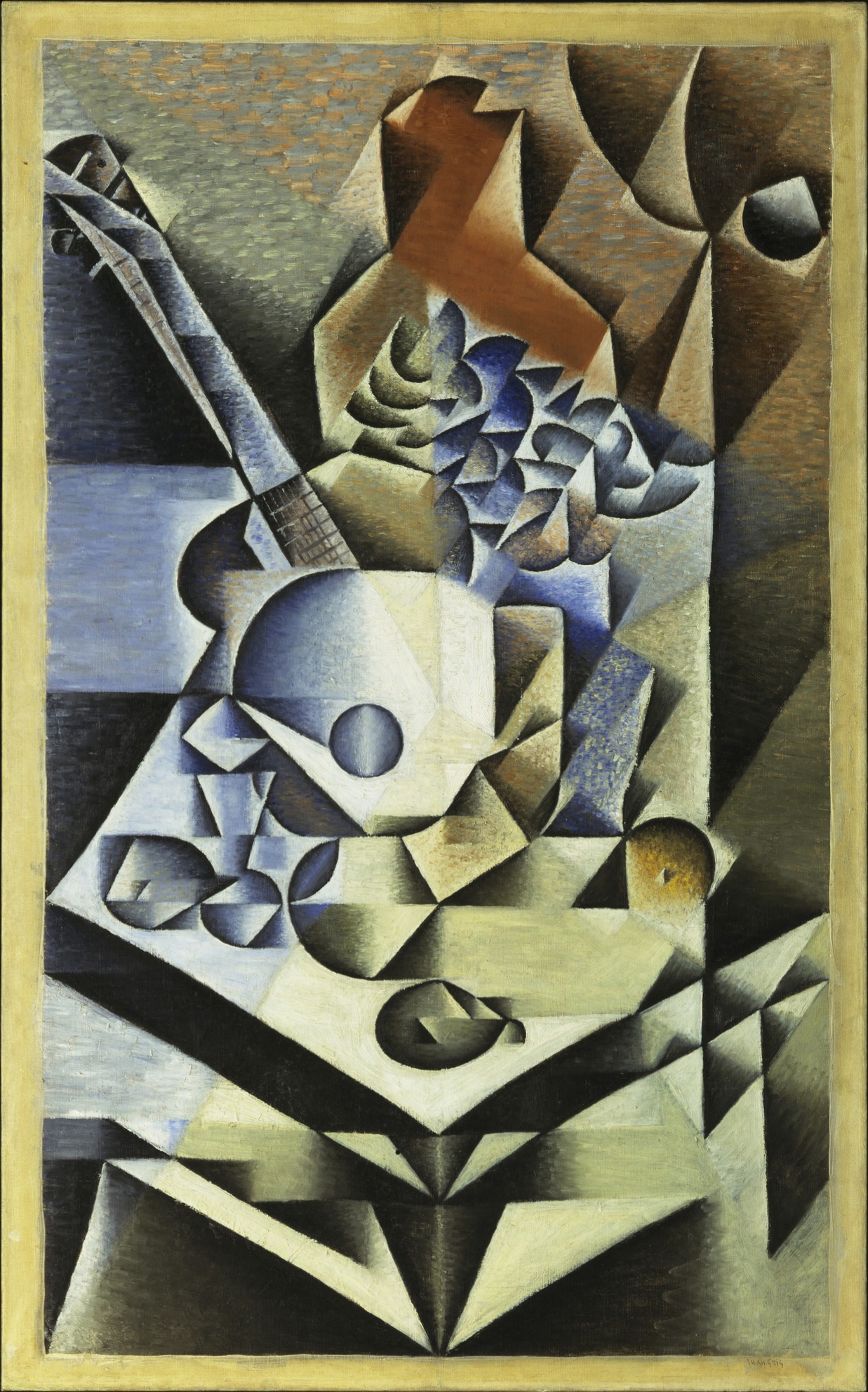
Juan Gris, 1912, Zátiší s květinami, rok 1912, olej na plátně, 112,1 cm x 70.2 cm

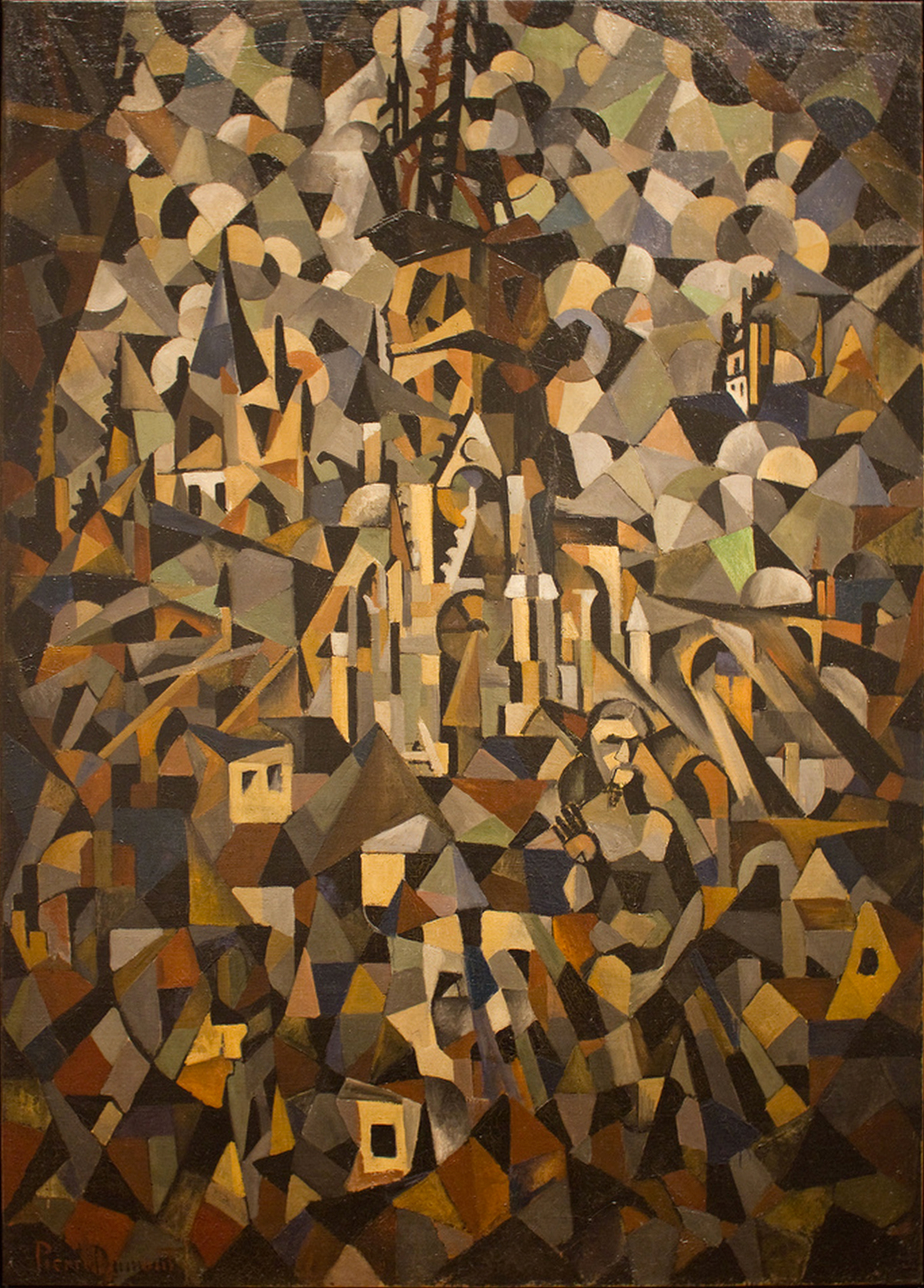
Pierre Dumont, Kadedrála v Rouenu, kolem 1912, olej na plátně, 192,4 x 138,7 cm

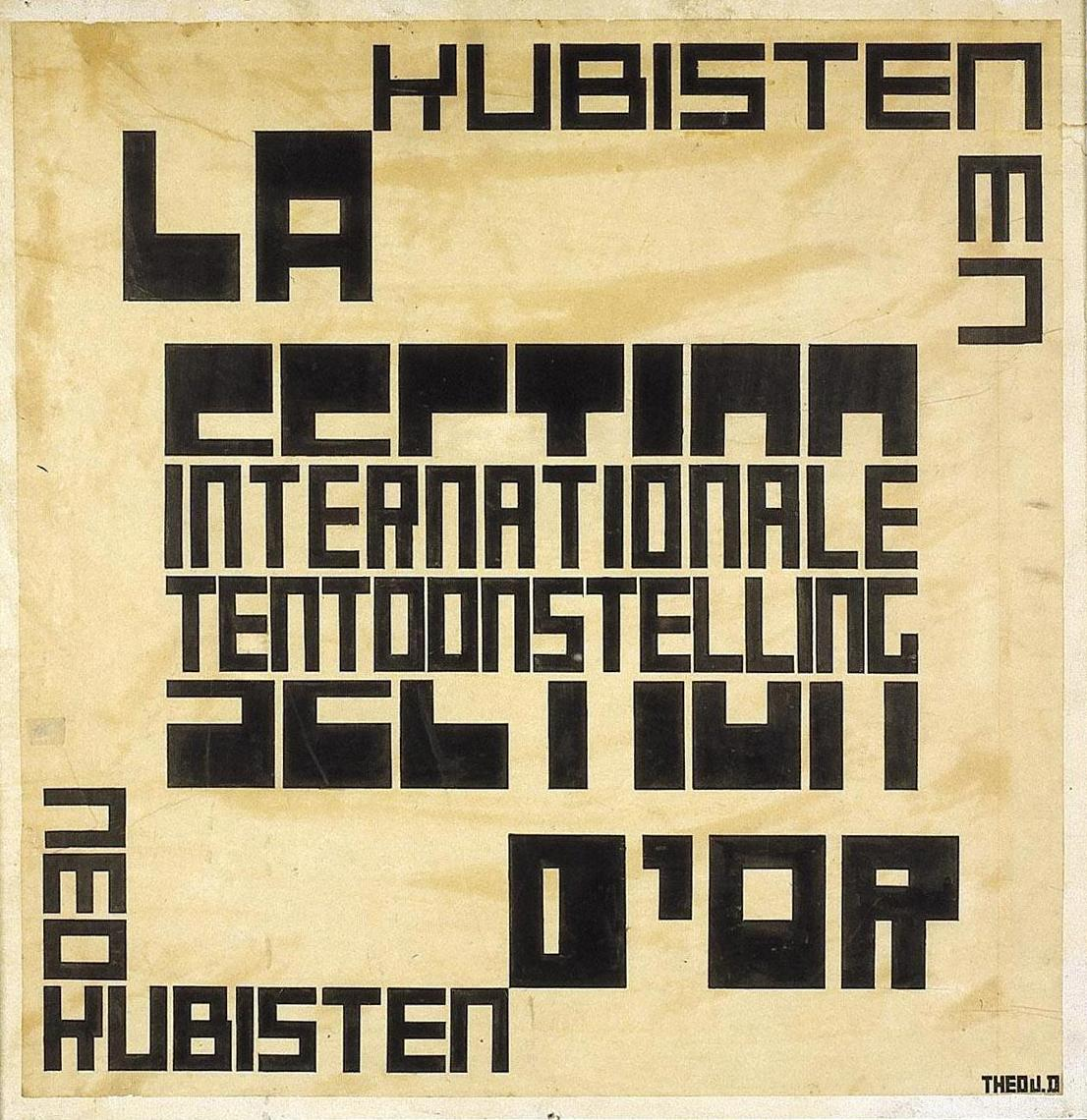
Theo van Doesburg, design plakátu

### Zlatý řez
Stále existuje debata zda práce vystavené na “Salonu de la Section d'Or„ v roce 1912 využívaly zlatý řez či ne. Navzdory obecnému zájmu kubistů o matematickou harmonii je obtížné určit, zda obrazy vystavené na této slavné výstavě využívaly ve svých kompozicích zlatý řez. Analýza Christophera Greena naznačuje, že Juan Gris pravděpodobně zlatý řez ve svých obrazech využil.
Historik umění David Cottington píše:
Je třeba si uvědomit, že Du „Cubisme“, psaný pravděpodobně v době, kdy tyto obrazy vznikaly, ukázal poněkud nejasně na neeuklidovské koncepty a Riemannovy věty; jak ukázala Linda Henderson, tyto odkazy neopouštěly informované porozumění moderní matematice, ale využívaly vytržení některých jejích principů, použitých (skutečně plagiovaných) z „La Science et l'Hypothèse“ Henriho Poincaré. Autoři sami měli jen nejasnou představu o tom, jak taková matematika souvisí s jejich uměním, kromě nejasného synekdoche pro „moderní vědu“.

Camfield píše v La Section d'Or že použití zlatého řezu je spíše obecné:
Několik z těchto obrazů bylo navíc založeno na jednoduchých geometrických kompozicích. Přesto zde žádný umělec nedokazoval seriozní závazek ke geometrickým rozměrům, až na jednu výjimku, Juana Grise. [...] Ačkoli se všichni umělci z Puteaux zajímali o matematiku (Marcel Duchamp, rozhovor s autorem, 4. dubna 1961), ani Marcel Duchamp, ani Jacques Villon, který navrhoval titul pro „La Section d'Or“ nevěří, že zlatý řez byl skutečně použit v jejich obrazech. A v Du Cubisme Gleizes a Metzinger trestají ty malíře, kteří by se spoléhali pouze na matematiku.

Z názvů děl, dat a předchozích výstav uvedených v katalogu Salon de la Section d'Or z roku 1912 bylo od té doby identifikováno mnoho obrazů, například Gleizesův Les Baigneuses (Koupání) a Metzingerovy obrazy Le goûter (Čas čaje) La Femme au Cheval (Žena s koněm) a mnoho dalších děl Gleizese, Metzingera a dalších. Výjimkou jsou díla Juana Grise, protože pod jeho jménem nejsou v katalogu uvedeny žádné názvy. Z publikované korespondence mezi umělcem a prodejcem Léoncem Rosenbergem je však známo, že bylo vystaveno 13 Grisových obrazů, z nichž většina byla identifikována podle jejich názvů, dat a rozměrů.
Albert Gleizes vystavoval Les Baigneuses v roce 1912 na Salonu de la Section d'Or (katalogové číslo 40). Poměry plátna přesně odpovídají zlatému obdélníku (poměr 1: 1,618 ± 0,01). Tato práce má vzácný rozměr 105 x 171 cm. Gleizes, jako většina umělců v té době, obecně používal standardní formát, který není zlatým řezem.
V Du Cubisme bylo argumentováno, že kubismus sám nebyl založený na nějaké geometrické teorii, ale neeukleidovská geometrie odpovídala umělcům lépe než klasická euklidovská geometrie, k čemu kubisté dodávali: „jestliže bychom chtěli spojit kubistické vidění světa s geometrií, měli bychom se odkazovat na neeuklidovskou matematiku; měli bychom si do jisté míry prostudovat Riemannovu větu.“

Kompozice Juana Grise z roku 1912 byly podle historika umění Christophera Greena 
často „modulární a pravidelné... snadno přizpůsobitelné požadavkům, které vyžadoval zlatý řez, jako je například obraz Man in a Café a The Watch. „Syntetické a analytické bylo zřetelně slučováno. V obrazech podle zlatého řezu... položil mřížky jako systémy zlomových čar napříč věcmi, zlomové linie jsou na obou stranách z nichž se mění pohledy.“

### Pocta Seuratovi
Skupina Section d'Or založená některými z nejvýznamnějších kubistů byla ve skutečnosti poctou Georgesovi Seuratovi. V jeho obrazech z kaváren, kabaretů a koncertů, což byla témata u avantgardy také oblíbená, znovu objevili kubističtí umělci základní matematickou harmonii, kterou lze lehce použít pro zobrazení pohybu a dynamické konfigurace.Zatímco Cézanne ovlivňoval vývoj kubismu v letech 1908 až 1911, v následujících letech 1911 až 1914 přitahoval pozornost kubistů a futuristů Seurat ve svém nejexpresionističtějším období, kdy vytvářel plošší geometrické struktury. Podle Apollinaira pro kubisty byl atraktivní způsob, jakým Seurat prosazoval absolutní „vědeckou jasnost početí“. Kubisté pokračovali ve svých matematických harmoniích, geometrickém strukturování pohybu a formy, nadřazenosti myšlenky nad přírodou (něco, co symbolisté také přijali). Seurat v jejich očích „učinil zásadní krok ke kubismu svým návratem k intelektu a obnovením řádu v umění poté, co toto impresionismus popřel“ (Robert Herbert, 1968).
Zlatý řez se nevztahuje na geometrickou strukturu Seuratova obrazu Parade de Cirque (Cirkusové představení). Moderní názor je, že Seurat nikdy nepoužil „božský poměr“. Obraz je rozdělen vodorovně na čtvrtiny a svisle na šestiny. Poměr 4: 6 odpovídá rozměrům plátna (půlkrát širší než svislý rozměr). Poměr Seuratova obrazu odpovídal poměru 1: 1,502, ± 0,002 (na rozdíl od zlatého poměru 1: 1,618). Kompoziční osy v obraze odpovídají základním matematickým dělením (jednoduché poměry, které se zdají přibližovat zlatému řezu.)

## Section d'Or, 1920, 1925
Po první světové válce se s podporou prodejce Léonce Rosenberga kubismus vrátil jako hlavní umělecké téma. S výstavami pořádanými Salony, kterým dominoval návrat ke klasicismu, se Albert Gleizes v roce 1920 pokusil oživit ducha Section d'Or, ale setkal se s velkými obtížemi, navzdory podpoře Fernanda Légera, Alexandera Archipenka, George Braquea, Constantina Brâncuși, Henriho Laurense, Jacquese Villona (znám jako Gaston Duchamp), Raymonda Duchamp-Villona, Louise Marcoussise a Léopolda Survage. Organizační úsilí Gleizese bylo zaměřeno na obnovení celoevropského hnutí kubismu a abstraktního umění ve formě velké putovní výstavy; „Expozice de la Section d´Or.“ Cílem bylo shromáždit sbírku děl, která by odhalila celý proces transformace a procesu, který transformaci doprovázel. Nebyl to úspěch, v který doufal. Kubismus byl viděn jako passé pro začínající umělce i pro umělce již zavedené, jako byli Marcel Duchamp a Francis Picabia. Gleizes se naopak domníval, že byla prozkoumána pouze předběžná fáze kubismu.
Kromě kubistických děl (které již představovaly širokou škálu stylů), druhá výstava Section d'Or konaná v Galerii La Boétie od 5. března 1920 zahrnovala práce ve stylu De Stijl (neoplasticismu), výtvarné školy Bauhaus, konstruktivismus a futurismus. Právě oživení Section d'Or zajistilo, že se kubismus stal preferovaným cílem stylu dadaismu. Nová polemika vyústila ve vydání publikace Du cubisme et des moyens de le comprendre (Kubismus a způsoby, jak mu porozumět) od Alberta Gleizese, následovanou v roce 1922 publikací La Peinture et ses lois (Malba a její zákony).

## Významní členové
- Alexander Archipenko, 1887–1964, Ukrajina
- Constantin Brâncuși, 1876–1957, Rumunsko
- Joseph Csaky, 1888–1971, Maďarsko, naturalizovaný Francouz
- Alexandra Exter, 1882–1949, rusko-francouzský umělec
- Robert Delaunay, 1885–1941, Francie
- Marthe Donas, 1885–1967, Belgie
- Marcel Duchamp, 1887–1968, Francie
- Raymond Duchamp-Villon, 1876–1918, Francie
- Pierre Dumont, 1884–1936, Francie
- Alexandra Exter, 1882–1949, rusko-francouzský umělec
- Henri le Fauconnier, 1881–1946, Francie
- Roger de La Fresnaye, 1885–1925, Francie
- Albert Gleizes, 1881–1953, Francie
- Natalia Goncharova, 1881–1962, Rusko
- Juan Gris, 1887–1927, Španělsko
- František Kupka, 1871–1957, Česko
- Jean Lambert-Rucki, 1888–1967, Polsko
- Marie Laurencin, 1883–1956, Francie
- Fernand Léger, 1881–1955, Francie
- André Lhote, 1885–1962, Francie
- Jean Marchand, 1883–1940, Francie
- Louis Marcoussis, 1878–1941, Polsko
- André Mare, 1885–1932, Francie
- Jean Metzinger, 1883–1956, Francie
- Francis Picabia, 1879–1953, francouzsko-španělský umělec
- Rena Hassenberg, 1884–1953, francouzsko-polská umělkyně
- Georges Ribemont-Dessaignes, 1884–1974, Francie
- Jeanne Rij-Rousseau, 1870–1956, Francie
- André Dunoyer de Segonzac, 1884–1974, Francie
- Eugène Tirvert, 1881–1948, Francie
- Tobeen, 1880–1938, Francie
- Henry Valensi, 1883–1960, Francie
- Jacques Villon, 1875–1963, Francie

### Spolupracovníci
- Guillaume Apollinaire, 1880–1918, Francie, Itálie, Polsko
- Roger Allard, 1885–1961, Francie
- Gabrièle Buffet-Picabia, 1881–1985,Francie
- René Blum, 1878–1942, Francie
- Adolphe Basler, 1878–1949, Francie
- Marc Brésil, Francie
- Max Goth (Maximilien Gauthier), 1893–1977, Francie
- Olivier Hourcade, Francie
- Max Jacob, 1876–1944, Francie
- Pierre Müller, 1884–1914, Francie
- Jacques Nayral (Joseph Houot), ? 1914, Francie
- Maurice Princet, 1875–1973, Francie
- Maurice Raynal, 1884–1954, Francie
- Paul-Napoléon Roinard, 1856–1930, Francie
- Pierre Reverdy, 1889–1960, Francie
- André Salmon, 1881–1969, Francie
- Paul Villes, 1881–1977
- André Warnod, 1885–1960, Francie
- Francis Yard, 1876–1947, Francie